# 三角達磨
三角達磨（さんかく だるま）とは、新潟県で生産される郷土玩具。円錐状に上部が尖った起き上がり達磨で、材料は経木やボール紙で胴体を作り、錘として底部に粘土を組み込む。構造は単純だが、ユーモラスな表情で知られる。先端が尖っていることから「つのんぎよ」ともいう。
新発田市、旧今町、柏崎市、長岡市、三条市、旧水原町などで盛んに製造されていたが、衰微した。2018年1月時点では、阿賀野市水原地区の女性が唯一の製作者である。産地によって達磨の表情に特徴があり、水原産の達磨は、への字口に横目遣いという独特な表情で知られる。阿賀野市では市の文化財に指定されている。